# ないわぁ〜フォーリンラブ
- 関ジャニ∞ > キャンジャニ∞ > ないわぁ〜フォーリンラブ
- 関ジャニ∞ > 未完成 > ないわぁ〜フォーリンラブ

『ないわぁ〜フォーリンラブ』は、女装した関ジャニ∞によるガールズユニット・キャンジャニ∞の楽曲。2023年5月10日に関ジャニ∞の48枚目のシングル『未完成』のカップリングとして発売された。

## 概要
- 本曲は、デビュー曲「CANDY MY LOVE」から約8年振り[注 3]、通算2曲目の「キャンジャニ∞」名義での楽曲である[1][2][3][4]。
- 本曲は、坂道シリーズなどの女性アイドルグループを多く手掛ける秋元康が作詞を担当した[1][2][3][4]。
- 本曲の振付は、関ジャニ∞の冠番組であるテレビ朝日系『関ジャム 完全燃SHOW』で共演経験があり、同じく坂道シリーズなどの振付を手掛けるTAKAHIROが担当した[1][2][3][4]。
  - 本曲の振付は、TAKAHIROによる複雑なフォーメーションのハードなダンスとなっている[10]。
  - TAKAHIROによる振り入れは全員で行ったといい、振り入れの前に、TAKAHIROが「この歌詞はこういう意味だから、こういう風に踊って欲しい」という、本曲に対する熱い想いを5分ほど説明したという[11]。
  - 尚、本曲のMV撮影の際にもTAKAHIROは同行しており、同様の高い熱量で指導していたという[11]。
- 本曲からキャンジャニ∞の制服がリニューアルしているが、デビュー当時から持っているカラーをキープしつつ、青と白とピンクが基調の制服になっており、ダンス映えする様にスカートの丈も長くなっている[10]。
- 2022年12月から2023年1月にかけて開催された関ジャニ∞のドームツアー『関ジャニ∞ ドームLIVE 18祭』で初披露され[12][13][14][15][16]、2022年12月17日に開催された、同ツアーの初日公演である福岡・福岡PayPayドーム公演で、本曲がサプライズ披露された[5][6][8]。
  - サプライズ披露された当日には、Twitterのトレンドで1位を獲得したという[5][6][8]。
- 同年12月20日（19日深夜）、テレビ東京系『プレミアMelodiX!』で本曲をテレビ初披露した際に、キャンジャニ∞として音楽番組初出演を果たした[1][2][3]。
- 2023年5月10日、本曲の初披露から約半年を経て、関ジャニ∞の48thシングル『未完成』のカップリングとして発売された[5][6][7][8][9]。
  - 同作の初回限定「キャンジャニ∞」盤には、本曲のMVと、「キャンジャニ∞の舞踏会」と題した本曲のダンスバージョンのMVを収録[5][6][7][17]。

## 制作
2022年7月に開催された関ジャニ∞のデビュー18周年記念野外ライブ『18祭』でキャンジャニ∞が登場した際に、新型コロナウイルス「COVID-19」の影響で声出しが出来ない状況だったのにもかかわらず、観客からのどよめきが大きかったため、「こんなに喜んでもらえるのならもっと頑張りたいな」と考え、その反響から後述するドームツアー『関ジャニ∞ ドームLIVE 18祭』でもキャンジャニ∞の披露が決まり、「やるなら新曲で、秋元（康）さんに作ってもらおう」と本曲の制作が決まった。なお、この『18祭』でのキャンジャニ∞登場時の反応に対して、横山裕は予想外の盛り上がりだったという。
秋元康からの楽曲提供は、2022年4月に放送された村上信五がパーソナリティを務めるラジオ番組『村上信五くんと経済クン』（文化放送）に、以前から村上と親交のあった秋元がゲスト出演した際に、楽曲制作を依頼した事がきっかけであり、タイトなスケジュールだったものの、楽曲提供が実現した。なお、村上自身も「まさか了承してもらえるとは思わへんかった」と語っており、「ラジオの中のサービストークかな」としか考えていなかったという。
関ジャニ∞のシングル『未完成』にカップリングとして収録する事になった経緯としては、関ジャニ∞のライブに出演したり、秋元からの楽曲提供が決まるなど、様々な縁が重なり、リリース出来る状況になったためだという。前作「CANDY MY LOVE」は、King Japan『キャンディークラッシュ ソーダ』のCMソングというタイアップがあったために楽曲をCDでリリースする事が出来たが、タイアップの無いキャンジャニ∞の楽曲のみだとCDの発売は難しく、「まずはカップリングから」という事で、同作への収録が決まったという。
本曲はカップリングとしてのリリースだが、2023年3月時点でのインタビューでは、「いずれは（キャンジャニ∞として）シングル表題曲に？」との問いに対して丸子は「そういう野心はあります」と答えている。

## プロモーション
- 2022年12月17日、関ジャニ∞のドームツアー『関ジャニ∞ ドームLIVE 18祭』の初日公演である福岡・福岡PayPayドーム公演で、本曲がサプライズ披露された[5][6][8]。以降、2023年1月にかけて同ツアーで披露された[12][13][14][15][16]。
- 同年12月20日（19日深夜）、テレビ東京系『プレミアMelodiX!』で本曲をテレビ初披露し、キャンジャニ∞として音楽番組初出演を果たした[1][2][3]。
- 同年12月20日、同番組に出演した際のビハインド・ザ・シーンがYouTubeで公開された[23]。
- 同年12月24日、本曲のミュージック・ビデオのプロローグムービーが公開された[24]。
- 2023年3月17日、後述の関ジャニ∞のシングル『未完成』のカップリングとして発売される事が発表された[5][6][7][8][9]。
- 同年3月28日、本曲の発売に伴い、女性アイドルが主に掲載される月刊誌『B.L.T.』と、過去にキャンジャニ∞が表紙を務めた事がある週刊誌『週刊TVガイド』がタッグを組んだ特別号『B.L.T. 2023年5月号増刊 キャンジャニ∞特別版』が発売され、女性アイドル誌で初めて表紙を飾った[25][26]。
- 同年4月26日、本曲の発売に伴い、女性誌『an・an』で、関ジャニ∞とキャンジャニ∞が創刊53年の歴史の中で初となる見開きワイド表紙を飾り、誌面で初共演を果たした[27][28]。
- 同年4月29日、丸子・安子・倉子による後述のミート&グリートの解説動画が公開された[29]。
- 同年5月4日、ファッションイベント『Rakuten GirlsAward 2022 SPRING/SUMMER』にキャンジャニ∞がシークレットアーティストとしてサプライズ出演し、本曲を生披露した[30][31]。更に、関ジャニ∞の公式TwitterなどのSNSにて、本曲のMVの一部が公開された[32]。
- 同年5月10日、関ジャニ∞の48thシングル『未完成』のカップリングとして発売された[5][6][7][8][9]。
  - 同作の初回限定「キャンジャニ∞」盤は、キャンジャニ∞がジャケット写真を務めており、特典DVDには本曲のMVと、「キャンジャニ∞の舞踏会」と題した本曲のダンスバージョンのMVを収録し、CDにはおニャン子クラブの代表曲「じゃあね」のキャンジャニ∞によるカバーや、約8年振りとなるキャンジャニ∞の冠ラジオ番組『キャンジャニ∞の「キャンディーアフタヌーン」』が収録された[5][6][7][8][9][17][33]。
- 同年5月13日、本曲のMVが公開された[34]。
- 同年5月28日、本曲の発売を記念し、前述のシングル『未完成』の購入者を対象に、キャンジャニ∞初のオンラインミート&グリートが開催された[35][36][29]。

### 宣伝番組
※全て村子と丸子のみ。

#### テレビ番組
- カミオト夜（2023年5月5日、読売テレビ）[37]
- サタデープラス（2023年5月6日、MBS/TBS） - VTR出演[注 4][37]
- おはよう朝日です（2023年5月9日、ABCテレビ） - VTR出演[37]
- 朝生ワイド す・またん!（2023年5月9日、読売テレビ） - VTR出演[37]

#### ラジオ番組
- 関西ジャニーズJr.とれたて関ジュース（2023年5月7日・14日、ラジオ関西）[37]
- 関西ジャニーズJr.のバリバリサウンド（2023年5月9日、FM大阪）[38]
- ラジラジ!（2023年5月11日、FM大阪）[37]
- 藤原丈一郎のなにわんだふるラジオ（2023年5月15日、FM大阪）[37]
- ABCミュージックパラダイス（2023年5月15日、ABCラジオ）[37]

## クレジット
- 作詞：秋元康
- 作曲：task!、Shoichiro Toko
- 編曲：大西省吾
- 振付：TAKAHIRO

## 収録作品

### シングル
- 48thシングル『未完成』

### 映像作品

#### ライブ映像
- 22ndライブBlu-ray/DVD『KANJANI∞ DOME LIVE 18祭』

#### ミュージック・ビデオ
- 48thシングル『未完成』(初回限定「キャンジャニ∞」盤 特典Blu-ray/DVD)

## テレビ歌唱
- プレミアMelodiX!（2022年12月20日、テレビ東京）[1][2][3][4]
- ザ少年倶楽部プレミアム（2023年5月19日、NHK BSプレミアム） - King & Prince（永瀬廉・髙橋海人）とのコラボ[39]